# Podagra (geslacht)
Podagra is een geslacht van vlinders uit de familie van uilen.
De enige bekende soort is Podagra crassipes die voorkomt in de Amerikaanse staat Arizona.